# Frue
Frue (fransk og anvendt i dansk dame). Af gammeldansk frughæ, der er et lån fra oldsaksisk frūa "herskerinde".
1. Herskerinde (fx Vor Frue om Jomfru Maria)
2. Kvinde som er eller har været gift. Denne betegnelse var ofte forbeholdt kvinder af overklassen i det 19. århundrede, i modsætning til tiltalen madam.

Som titel skrives det foran kvindens navn, fx Fru Karen Jensen. Titlen for ugifte kvinder er frøken.